# Тед (киновселенная Marvel)
Тед (англ. Ted), также известный как Ле́ший (англ. Man-Thing) — персонаж медиафраншизы «Кинематографическая вселенная Marvel» (КВМ), основанный на одноимённом герое комиксов Marvel. Тед изображён как пленённый монстр, в которого вживили артефакт реликвии Бладстоуна. На него открывают охоту с целью убить и заполучить реликвию, а друг Теда, Джек Расселл, вынужден спасти его.
Роль Теда в КВМ исполнил Кэри Джонс. Персонаж появился в специальном выпуске Disney+ «Ночной оборотень» (2022).

## Создание образа

### Первое появление персонажа
Леший впервые появился в комиксе Savage Tales #1 (май 1971), написанном Роем Томасом, Джерри Конвеем и Грэем Морроу.

### Изображение и специальные эффекты
В спецвыпуске «Ночной оборотень» персонажа не называют Лешим, а обращаются только по настоящему имени, Тед. Режиссёр спецвыпуска, Майкл Джаккино, хотел называть его настоящим именем, чтобы «очеловечить его». Были также предложения называть его как «Гигантского размера Леший» (отсылка к одному из названий его серии комиксов), однако этот и другие варианты «никогда не казались правильными» и выглядели «слишком дерзкими».
Образ Лешего в спецвыпуске создан на основе комбинации аниматроника на съёмочной площадке, гигантского костюма, который носил Кэри Джонс, и сочетания практических и компьютерных эффектов.

## Биография персонажа

### В заключении у «Щ.И.Т.»
В 2014 году произошло восстание «Гидры» и распад организации «Щ.И.Т.», вследствие чего заключённые Щ.И.Т.а, включая Теда, также известного как Леший, были освобождены.

### Чемпион Сакаара
Тед неизвестным образом попадает на Сакаар, где принимает участие в боях Грандмастера и становится чемпионом Сакаара, выиграв множество боёв, за что Грандмастер посвящает ему скульптуру на фасаде дворца вместе со скульптурами других чемпионов.

### Дружба с Джеком Расселлом
В 2025 году Верусса Бладстоун захватывает в плен Теда и вживляет ему артефакт реликвии Бладстоуна, вследствие чего на Теда открывают охоту одни из лучших охотников со всего мира с целью убить и заполучить реликвию. Охота проходит в похожей на лабиринт местности.
Среди охотников оказывается друг Теда, Джек Расселл, который прибыл, чтобы спасти его. Через некоторое время Тед сталкивается с Эльзой Бладстоун, которая называет его по имени и ведёт к стене, которую Расселл взорвал с помощью взрывного устройства. Эльза извлекает из Теда реликвию, и он убегает в лес. Позже Тед возвращается на место охоты, когда все охотники погибли кроме Эльзы и Джека, и спасает Эльзу от Веруссы, убив её. После этого Тед отправляется на поиски Расселла.
На следующее утро Расселл просыпается в лесу и видит Теда, который сообщает ему, что Эльза в безопасности.

## Критика
Джордан Моро из Variety положительно отозвался о Лешем в «Ночном оборотне», похвалив компьютерную графику персонажа и назвав его «монстрообразным Грутом, с таким же милым, очень большим сердцем».

## Комментарии
1. ↑  Как показано в эпизоде «Ничего личного[англ.]» телесериала «Агенты „Щ.И.Т.“».
2. ↑  Скульптура Лешего показана в сцене фильма «Тор: Рагнарёк» (2017).